# Salassa episcopalis
Salassa episcopalis är en fjärilsart som beskrevs av Kaiser 1920. Salassa episcopalis ingår i släktet Salassa och familjen påfågelsspinnare. Inga underarter finns listade.